# Brit columbiai farkas
A brit columbiai farkas (Canis lupus columbianus), a szürke farkas (Canis lupus) észak-amerikai alfaja.

## Előfordulása
Javarészt Kanada Brit Columbia tartományában honos.

## Megjelenése
Az egyik legnagyobb farkasalfaj, akár 70 kg is lehet. Fekete és szürke színűek.